# Петрове (Корсаковський район)
Петрове (рос. Петрово) — присілок у Корсаковському районі Орловської області Російської Федерації.
Населення становить 22 особи. Входить до муніципального утворення Корсаковське сільське поселення.

## Історія
Населений пункт розташований у межах Чорнозем'я та історичного Дикого Поля. Від 30 липня 1928 року у складі Орловського округу Центрально-Чорноземної області, 13 червня 1934 року після ліквідації Центрально-Чорноземної області населений пункт увійшов до складу новоствореної Курської області.
З 27 вересня 1937 року в складі новоствореної Орловської області.
Від 2013 року входить до муніципального утворення Корсаковське сільське поселення.

## Населення
| 1857 | 1859 | 2010 |
| ---- | ---- | ---- |
| 103  | ↗123 | ↘22  |